# Stemmacantha nana
Stemmacantha nana là một loài thực vật có hoa trong họ Cúc. Loài này được (Lipsky) Dittrich miêu tả khoa học đầu tiên năm 1980.